# William Ralph Featherston
William Ralph Featherston, född 1846, död 1873, kanadensisk psalmförfattare till en psalmtext My Jesus I Love Thee , som han diktade vid 16 års ålder 1862. År 1876 komponerade Adoniram J Gordon en melodi till texten och texten översattes till svenska av Lina Sandell-Berg samt av Erik Nyström med en tonsättning av Ira D. Sankey. Featherston avled före sin 27-årsdag och det är okänt om han skrivit några fler sångtexter.

## Sånger
- Dig, Jesus jag älskar Erik Nyströms översättning Finns på Wikisource.
- Jag älskar dig, Jesus Lina Sandell-Bergs översättning Finns på Wikisource.